# Mesochorus longistigma
Mesochorus longistigma là một loài tò vò trong họ Ichneumonidae.